# Agalkera, Koppal
Agalkera là một làng thuộc tehsil Koppal, huyện Koppal, bang Karnataka, Ấn Độ.